# Jan Baikowski
Jan Baikowski (1590–1651) foi um prelado católico romano que serviu como bispo titular de Aenus (1626–1651) e bispo auxiliar de Poznań (1626–1651).

## Biografia
Jan Baikowski nasceu em Podlackiae, na Polónia, em 1590. No dia 2 de dezembro de 1626, foi nomeado durante o papado de Urbano VIII como Bispo Titular de Aenus e Bispo Auxiliar de Poznań. A 1 de maio de 1627, foi consagrado bispo por Cosimo de Torres, cardeal-sacerdote de San Pancrazio, com Joannes Mattaeus Caryophyllis, arcebispo titular de Icônio, e Germanicus Mantica, bispo titular de Famagusta, servindo como co-consagradores. Serviu como Bispo Auxiliar de Poznań até à sua morte em 1651.

## Sucessão episcopal
Enquanto bispo, foi o principal co-consagrador de:
- Andrzej Szołdrski, Bispo de Kiev (1634);
- Jan Lipski, Bispo de Chelmno (1636); e
- Zygmunt Miaskowski, Bispo Titular de Chersonesus em Zechia (1645).